# Bandwurmerkrankungen des Hundes
Bei Hunden (Canidae) treten eine Reihe von Bandwürmern auf, die das klinische Bild der Bandwurmerkrankungen des Hundes auslösen können. Für den Menschen ist besonders die Erkrankung durch den Dreigliedrigen Hundebandwurm von Bedeutung, der oft einfach als „Hundebandwurm“ bezeichnet wird. Bandwurmerkrankungen verlaufen – wie auch die meisten Fadenwurm- und Saugwurminfektionen – bei Hunden meist ohne klinische Symptome. Da ihr klinisches Bild und die Behandlung sehr ähnlich sind, erfolgt eine gemeinsame Darstellung. In einer Multicenterstudie aus dem Jahre 2019 wurde in Europa eine Befallshäufigkeit mit Bandwürmern von 10,4 % ermittelt, in Deutschland von 7,5 %.

## Bandwurmarten

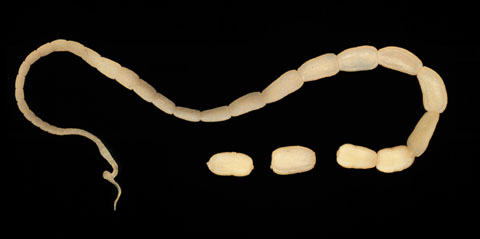
Gurkenkernbandwurm

Der Gurkenkern- bzw. Kürbiskernbandwurm (Dipylidium caninum) ist der häufigste Bandwurm beim Hund und kommt weltweit vor. Gelegentlich tritt dieser Bandwurm auch bei Katzen auf. Zwischenwirte sind Flöhe oder Haarlinge. Die Wurmeier werden von den Flohlarven aufgenommen und entwickeln sich in ihnen zu Cysticercoiden. Durch Fressen der Flöhe gelangen diese Bandwurmstadien in den Darm des Hundes und entwickeln sich dort in 20 Tagen zum adulten Bandwurm. Dieser ist 10–70 cm lang und hat eine Breite von 2–3 mm. Durch Wechsel der Flöhe auf andere Hunde (oder Katzen) wird er in der Population weiter verbreitet. Selten werden auch Erkrankungen des Menschen, vor allem bei Kindern beobachtet. Diese nennt man Dipylidiasis.
Der Dickhalsige Bandwurm (Hydatigera taeniaeformis) ist der bei Hunden zweithäufigste Bandwurm. Er befällt auch Katzen. Zwischenwirte sind Ratten, Mäuse und andere Nagetiere.
Vertreter der Gattung Taenia wie Taenia serialis (Zwischenwirte vor allem Hasenartige), Taenia hydatigena (Zwischenwirte Wiederkäuer, Pferde und Echte Schweine), Taenia cervi (Zwischenwirt Hirsche) und Taenia ovis (Zwischenwirt Schafe) parasitieren im Dünndarm. Der Quesenbandwurm (Taenia multiceps) tritt bei Hunden und Füchsen auf. Zwischenwirte sind Pferd, Rind, Schaf, Ziege, Schwein, Kaninchen, Hirsche und Mensch. Bei Schafen verursacht seine Finne die „Drehkrankheit“ (Coenurose).

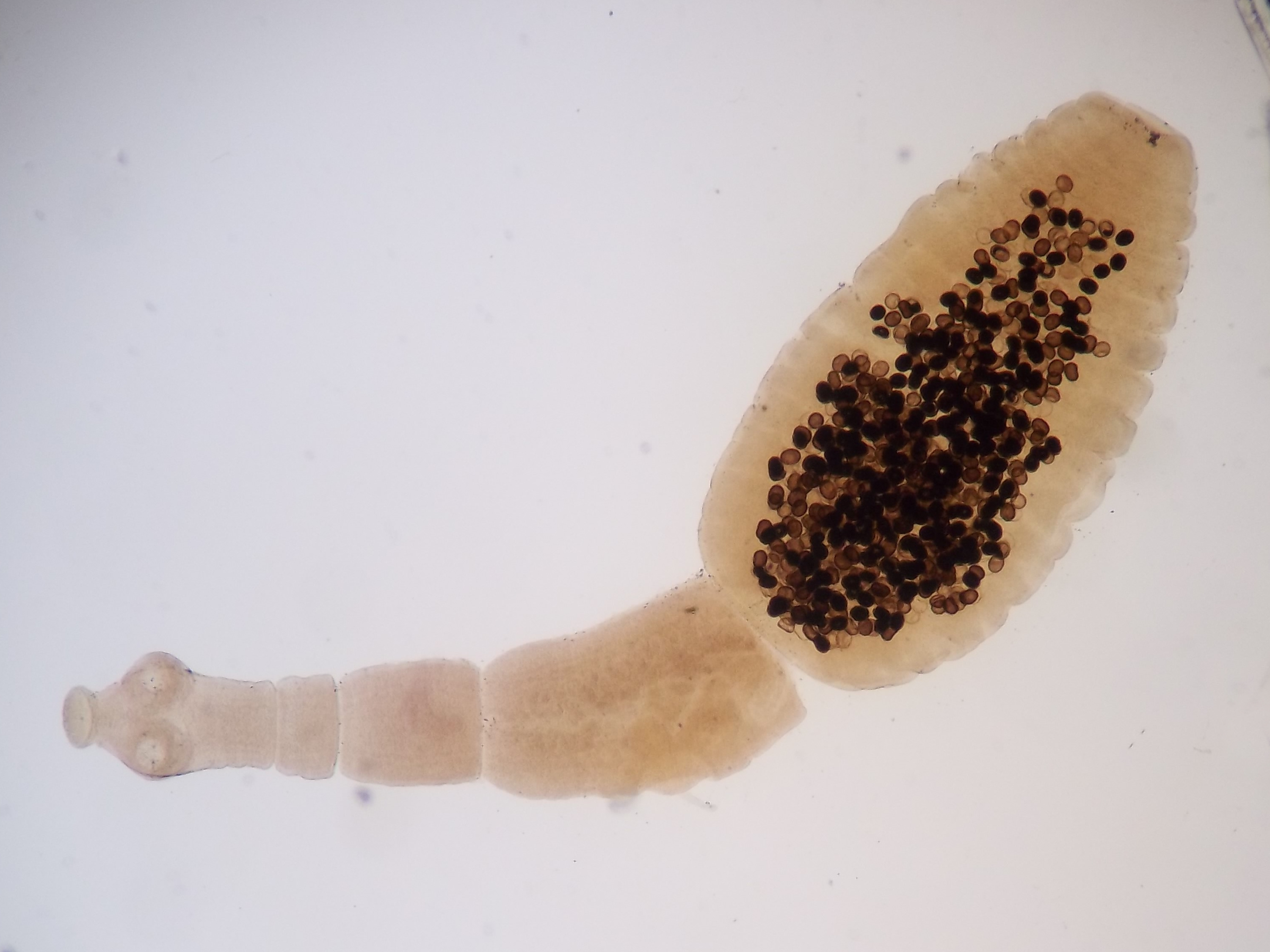
Dreigliedriger Hundebandwurm

Der Dreigliedrige Hundebandwurm (Echinococcus granulosus) gehört zu den in Mitteleuropa seltener bei Hunden auftretenden Bandwürmern, in Südeuropa ist der Befall häufig. Als Zwischenwirt dienen Paarhufer und Unpaarhufer, wie Esel und Schweine. Eine Infektion kann nur durch den Verzehr roher Innereien dieser Zwischenwirte erfolgen. Der Dreigliedrige Hundebandwurm ist der Auslöser der zystischen Echinokokkose des Menschen, einer lebensgefährlichen Erkrankung, die in Westeuropa zunimmt. 
Der Fuchsbandwurm (Echinococcus multilocularis) tritt bei Haushunden und Hauskatzen nur sehr selten auf. Beim Menschen verursacht er die Alveoläre Echinokokkose. Eine Besonderheit des Fuchsbandwurms ist, dass der Hund gleichzeitig End- als auch Zwischenwirt sein kann.
Echinococcus equinus ist in Europa selten. Sein Finnenstadium verursacht die Echinokokkose der Pferde.
Auch verschiedene Arten der Gattung Mesocestoides können Hunde befallen, was als Mesocestoidose bezeichnet wird. Hunde können sowohl Endwirt als auch Zwischenwirt dieser Bandwürmer sein. Während selbst der massive Befall mit Adulten nur selten klinische Symptome zeigt, kann der Befall als Zwischenwirt mit den Larven eine Bauchfellentzündung mit schweren Allgemeinstörungen auslösen.

## Klinisches Bild
Bandwürmer lösen bei Hunden nur selten deutliche Krankheitssymptome aus. Stärkerer Befall äußert sich in Abgeschlagenheit, leichtem Durchfall und Abmagerung. Gelegentlich kann es auch zu einer Obstipation (Verstopfung) kommen.
Die beweglichen Bandwurmglieder können am After Juckreiz hervorrufen, was zum sogenannten „Schlittenfahren“ führen kann, welches aber auch bei Erkrankung der Analbeutel auftritt.

## Diagnose

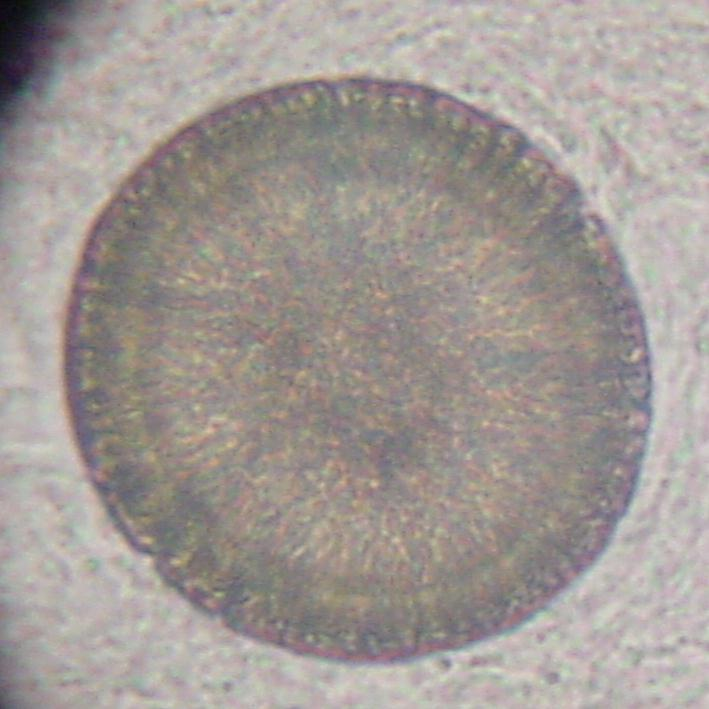
Ei des Gurkenkernbandwurms

Die Bandwurmglieder des Gurkenkernbandwurms können im Kot oder der Analregion auffallen. Für den Nachweis von Echinococcus ist eine mikroskopische Untersuchung des Kots zum Nachweis der Wurmeier notwendig. Von Bedeutung ist, dass das spezifische Gewicht der Flotationslösung mindestens 1,3 sein muss, weil sonst die Eier des Fuchsbandwurms nicht auftreiben. Die Eier von Taenia- und Echinococcus-Arten lassen sich mikroskopisch nicht unterscheiden, diese können nur durch eine molekularbiologische Untersuchung differenziert werden. Zudem ist zu beachten, dass die Nachweissicherheit der Kotuntersuchung begrenzt ist, da nur unregelmäßig Proglottiden bzw. Bandwurmeier abgehen. Der Nachweis von Bandwurm-DNA mittels PCR (Koproantigentest) hat je nach Testverfahren eine Sensitivität von 50 bis 94 % und eine Spezifität von 93 bis 100 % und ist damit wesentlich besser geeignet, eine Infestation nachzuweisen. Die Bestimmung von Koprantigenen mittels ELISA hat eine Sensitivität von 70 % und eine Spezifität von 83 %.

## Bekämpfung
Für die Behandlung infizierter Hunde ist eine regelmäßige Entwurmung, vor allem wegen der für den Menschen gefährlichen Bandwürmer anzuraten. Wirksame Mittel sind zum Beispiel Praziquantel und Epsiprantel. Für die Bekämpfung von Dipylidium caninum ist auch eine regelmäßige Prophylaxe gegen Flöhe mit Flohmitteln empfehlenswert.